# 1573 a tudományban
Az 1573. év a tudományban és a technikában.

## Csillagászat
- Tycho Brahe publikálja a De Stella Nova című művét, melyben először használja a nova szót.

## Születések
- január 10. - Simon Marius (1624), csillagász, aki elnevezte a Jupiter Galilei-holdjait
- július 25. - Christoph Scheiner (1650), csillagász, aki először figyelte meg a napfoltokat.